# Vis Pesaro 1898 1997-1998
Questa pagina raccoglie le informazioni riguardanti la Vis Pesaro 1898 nelle competizioni ufficiali della stagione 1997-1998.

## Rosa
| N. |                   | Ruolo | Calciatore           |
| -- | ----------------- | ----- | -------------------- |
|    | Italia (bandiera) | A     | Stefano Albanese     |
|    | Italia (bandiera) | D     | Paolo AntoniolI      |
|    | Italia (bandiera) | C     | Matteo Bartolini     |
|    | Italia (bandiera) | P     | Maurizio Battistini  |
|    | Italia (bandiera) | C     | Fabrizio Boccaccini  |
|    | Italia (bandiera) | C     | Paolo Cangini        |
|    | Italia (bandiera) | C     | Rossano Casoni       |
|    | Italia (bandiera) | D     | Christian Cecchi     |
|    | Italia (bandiera) | A     | Luciano Clara        |
|    | Italia (bandiera) | P     | Massimo De Blasio    |
|    | Italia (bandiera) | C     | Antonio De Leonardis |

| N. |                   | Ruolo | Calciatore         |
| -- | ----------------- | ----- | ------------------ |
|    | Italia (bandiera) | C     | Alan Federici      |
|    | Italia (bandiera) | A     | Mariano Fioravanti |
|    | Italia (bandiera) | C     | Oscar Lasagni      |
|    | Italia (bandiera) | D     | Gabriele Lazzerini |
|    | Italia (bandiera) | D     | Sebastiano Milano  |
|    | Italia (bandiera) | D     | Andrea Molari      |
|    | Italia (bandiera) | A     | Armando Ortali     |
|    | Italia (bandiera) | C     | Gianluca Panisson  |
|    | Italia (bandiera) | A     | Stefano Protti     |
|    | Italia (bandiera) | C     | Gianluca Tronto    |